# محطة ديفيس
محطة ديفيس هي واحدة من ضمن ثلاث محطات دائمة في القارة القطبية الجنوبية تديرها أستراليا.